# Германешты
Германешты (рум. Ghermăneşti, Гермэнешть) — село в Теленештском районе Молдавии. Наряду с селом Сухулучены входит в состав коммуны Сухулучены.

## География
Село расположено на высоте 69 метров над уровнем моря.

## Население
По данным переписи населения 2004 года, в селе Гермэнешть проживает 537 человек (277 мужчин, 260 женщин).
Этнический состав села:
| Национальность | Число жителей | Процентный состав |
| -------------- | ------------- | ----------------- |
| молдаване      | 536           | 99.81             |
| русские        | 1             | 0.19              |
| Всего          | 537           | 100 %             |